# Yvette Estermann
Yvette Estermann, z domu Iveta Gavlasová (ur. 26 lutego 1967 w Bratysławie) – szwajcarska polityk (SVP).

## Biografia
Po ukończeniu szkoły średniej w Senec studiowała medycynę na Uniwersytecie Comeniusa w Bratysławie w latach 1985–1993. Napisała pracę na temat choroby Crohna w dzieciństwie i zdała w 1993 roku egzamin państwowy. Estermann przez wiele lat używała w Szwajcarii tytułu „dr med.”. Latem 2012 roku została pozbawiona prawa do tego, ponieważ jej tytuł jest przyznawany na Słowacji wszystkim absolwentom studiów medycznych wraz z dyplomem, ale nie jest uznawany w Szwajcarii przez Verband der Schweizerischen Assistenz- und OberärztInnen za stopień doktora. W 1993 r. Wyemigrowała do męża w Kriens i kontynuowała edukację w zakresie homeopatii klasycznej w latach 1994–1996 w Lucernie i Bazylei. W 1995 roku otworzyła własną praktykę medycyny komplementarnej i homeopatii w Lucernie. W 1999 r. uzyskała obywatelstwo szwajcarskie, jest obywatelką Słowacji i Szwajcarii. W 2000 roku dołączyła do SVP. Od 2003 r. jest właścicielką firmy konsultingowej. W roku 2010 założyła Fundację Yvette Estermann. Fundacja jest krytykowana jako służąca jedynie „wsparciu wyborczemu” dla pani Estermann. Yvette Estermann jest mężatką i mieszka w Kriens. W 2014 r. Opublikowała swoją autobiografię pod tytułem Erfrischend anders. Mein Leben – Fragen und Ansichten.